# Os Saltimbancos Trapalhões (trilha sonora)
Os Saltimbancos Trapalhões é a trilha sonora do filme homônimo, de 1981. Inspirado na peça Os Saltimbancos, de Chico Buarque, Sergio Bardotti, Luis Enríquez Bacalov. Esse filme conta com a participação de Os Trapalhões.
Lançado inicialmente pela Ariola Discos em 1981 em formato LP, foi relançado em CD em 2011 pela mesma Ariola e posteriormente em versão remasterizada pela Universal Music e Mercury em 2006.
Em 2007 com a nova adaptação cinematográfica inspirado na peça Os Saltimbancos, a Universal Music relançou o disco, com capa original em formato CD e em plataformas digitais.

## Faixas
Todas as faixas escritas e compostas por Luis Enriquez Bacalov, Sergio Bardotti, Chico Buarque. 
| N.º            | Título                        | Artistas                      | Duração |  |
| 1.             | "Piruetas"                    | Os Trapalhões; Chico Buarque  | 3:06    |  |
| 2.             | "Hollywood"                   | Os Trapalhões; Lucinha Lins   | 2:46    |  |
| 3.             | "Alô, Liberdade"              | Os Trapalhões; Bebel Gilberto | 3:10    |  |
| 4.             | "A Cidade Dos Artistas"       | Os Trapalhões; Elba Ramalho   | 2:55    |  |
| 5.             | "História De Uma Gata"        | Lucinha Lins                  | 3:20    |  |
| 6.             | "Rebichada"                   | Os Trapalhões; Chico Buarque  | 3:31    |  |
| 7.             | "Minha Canção (Il Mio Canto)" | Lucinha Lins                  | 3:20    |  |
| 8.             | "Meu Caro Barão"              | Os Trapalhões; Chico Buarque  | 3:18    |  |
| 9.             | "Todos Juntos"                | Os Trapalhões; Lucinha Lins   | 2:15    |  |
| Duração total: | Duração total:                | Duração total:                | 33:06   |  |